# Hajós
Hajós este un oraș în districtul Kalocsa, județul Bács-Kiskun, Ungaria, având o populație de 3.172 de locuitori (2011). 

## Demografie
Componența etnică a orașului Hajós
     Maghiari (62,76%)
     Germani (35,07%)
     Romi (1,47%)
     Necunoscut (0,34%)
     Alții (0,36%)
Componența confesională a orașului Hajós
     Romano-catolici (72,26%)
     Fără religie (2,99%)
     Reformați (2,11%)
     Necunoscută (21,78%)
     Alte religii (1,2%)
Conform recensământului din 2011, orașul Hajós avea 3.172 de locuitori. Din punct de vedere etnic, majoritatea locuitorilor (62,76%) erau maghiari, existând și minorități de germani (35,07%) și romi (1,47%). Apartenența etnică nu este cunoscută în cazul a 0,34% din locuitori.  Din punct de vedere confesional, majoritatea locuitorilor (72,26%) erau romano-catolici, existând și minorități de persoane fără religie (2,99%) și reformați (2,11%). Pentru 21,78% din locuitori nu este cunoscută apartenența confesională.